# گاوپنام
گاه پناه ، روستایی از توابع بخش مرکزی شهرستان کرمانشاه در استان کرمانشاه ایران است.
به دلیل قرار گرفتن در مسیر تردد زوار عتبات عالیات ،در دهک های دور زوار گاهی اوقات اسکان موقت نموده ، و بر همین حسب اسم گاه پناه رابر آن  برگزیدند اما متاسفانه به دلیل سطحی نگری و عدم توجه اسم گاوپنام را بر نهاده و ثبت شده که هیچگونه مطابقت و صنمی با نام حقیقی روستا ندارد .
اهالی روستا طبق پیشینه و باتوجه به پتانسیل موجود منطقه به شغل کشاورزی ، دامداری سنتی (فراورده های لبنی و دامی مورد عنایت مصرف کنندگان می باشد ) ،
ونیزاقلیت در صنعت و... مشغول هستند .
راه ترابری روستا به گونه ای است که پنج روستا ی بعدی از روستای گاه پناه میگذرد و از لحاظ توسعه ، گسترش و سرمایه گذاری دارای پتانسیل ویژه ای می‌باشد .
و در ده کیلومتری  شهر تاریخی و متمدن بیستون 
و 6 کیلومتری رودخانه ای گاماسیاب قراردارد .
کوه های نامی اطراف روستا :
کوه پراو فاصله حدود ۵ کیلومتر
قله ای بیستون زا 
کوه بیستون 
قله ای مانگه لات فاصله حدود 10کیلومتر
و کوه های انجیرک و امیرآباد (گناوا)  
صنایع و شرکت های اطراف روستا : 
نیروگاه حرارتی برق بیستون 
و نیروگاه سیکل ترکیبی زاگرس کوثر 
سیلوی صد هزار تنی امام خمینی (ره) 
```
فاصله
```

```
 2 کیلومتر
```

معادن سنگ مرمریت و...
حدود 6 کیلومتر
گلخانه های متمرکز در اطراف روستا 
و دارای یک رودخانه فصلی می باشد .

## جمعیت
این روستا در دهستان دورود فرامان قرار دارد و براساس سرشماری مرکز آمار ایران در سال ۱۳۸۵، جمعیت آن ۳۳۱ نفر (۸۳خانوار) بوده‌است.